# Joshua Clottey
Joshua Clottey (* 6. Oktober 1977 in Accra) ist ein ghanaischer Profi-Boxer. Er war IBF-Weltmeister im Weltergewicht. 

## Leben
Clottey gewann von seinen ersten 20 Kämpfen im Weltergewicht 14 durch Knockout. Am 29. November 1999 kämpfte er in der Wembley Arena in London gegen den argentinischen Profiboxer Carlos Baldomir um den WBC Internationalen Titel im Weltergewicht und verlor durch Disqualifikation wegen wiederholten Kopfstoßes.
Clottey gewann danach den afrikanischen Boxing Union-Titel im Weltergewicht. Auf amerikanischem Boden errang er mehrere Weltergewichts- und Mittelgewichtstitel, darunter den IBF-Intercontinental-Titel. Am 2. Dezember 2006 boxte Clottey um den WM-Titel der World Boxing Organization gegen Antonio Margarito, brach sich jedoch in der vierten Runde die Hand. Am 7. April 2007 gewann er durch einstimmigen Kampfgerichtsbeschluss nach Punkten über Diego Corrales. Clottey siegte über Zab Judah am 2. August 2008 um den IBF-Titel.
Clottey lebt in der Bronx in New York. Er ist der Bruder der ehemaligen Boxer Judas Clottey und Emmanuel Clottey.